# Förbida Gud, min själ
Förbida Gud, min själ är en psalm i sju verser av okänd svensk författare från 1700-talet (cirka 1733) som bearbetades till fem verser av Olle Nivenius 1983. Melodin är i Koralbok för Nya psalmer, 1921, en tonsättning av Oscar Blom, men i 1986 års psalmbok en melodi från "svensk 1700-tal". Samma melodi används till Som liljan på sin äng. "Förbida" betyder vänta på.

## Publicerad som
- Nr 601 i Nya psalmer 1921, tillägget till 1819 års psalmbok under rubriken "Det Kristliga Troslivet: Troslivet hos den enskilda människan: Trons prövning under frestelser och lidanden".
- Nr 375 i 1937 års psalmbok under rubriken "Trons prövning under frestelser och lidanden".
- Nr 571 i Svenska kyrkans egen del av 1986 års psalmbok under rubriken "Vaksamhet - kamp - prövning".